# Katherine Stinson

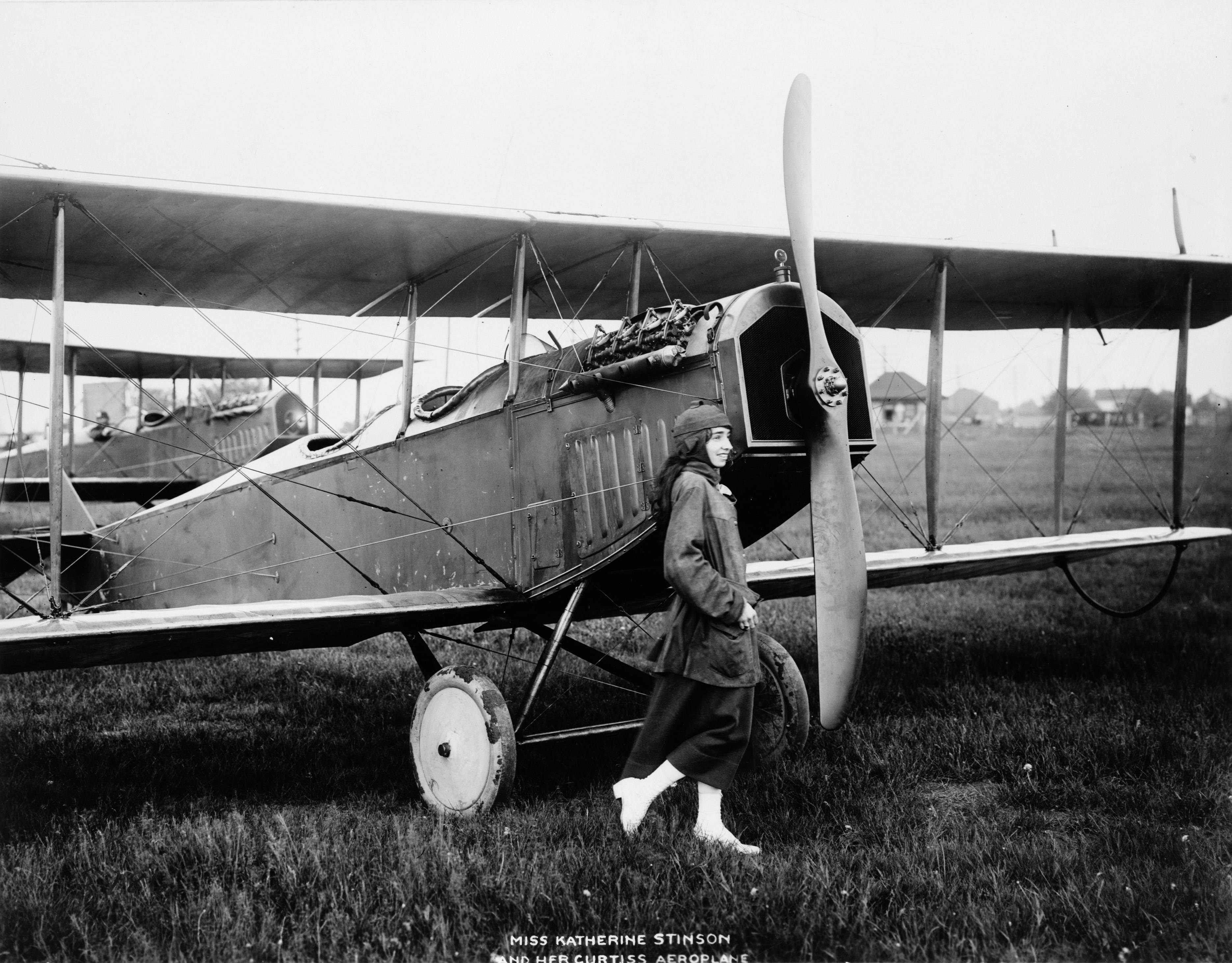
Katherine Stinson y su Curtiss avión.

Katherine Stinson (Fort Payne, 14 de febrero de 1891 – Santa Fe, 8 de julio de 1977) fue una aviadora y arquitecta estadounidense y una de las pioneras de la aviación.

## Biografía
De acuerdo a PBS, fue la tercera mujer en los Estados Unidos en obtener el certificado de piloto, el cual obtuvo el 24 de julio de 1912, a la edad de 21 años, mientras vivía en Pine Bluff, Arkansas. Inicialmente,  pretendía conseguir su certificado y utilizar el dinero que ganara en exhibiciones de vuelo para poder pagar para sus lecciones de música, pues estaba interesada en ser pianista. Sin embargo, descubrió que le gustaba tanto volar que dejó su carrera de piano y decidió convertirse en piloto de aviación.
En enero de 1911, Stinson viajó a St. Louis para tomar lecciones de vuelo de Tony Jannus quien sólo la dejó volar como pasajera. Posteriormente, tomó lecciones del reconocido aviador Max Lillie, un piloto de los Hermanos Wright, que inicialmente se negó a enseñarle por ser mujer. Pero lo persuadió para que le diera una lección de prueba. Fue tan buena que voló sola después de únicamente cuatro horas de instrucción. Un año después de recibir su certificado, comenzó a realizar vuelos de exhibición. En el circuito de exhibición, fue conocida como la "Flying Schoolgirl" ("estudiante voladora"). Intentó aclarar a los reporteros de los diarios que de hecho tenía 21 años de edad, no 16, pero no la creyeron.
Después de recibir su certificado, Stinson y su familia se mudaron a San Antonio, Texas, un área con un clima ideal para volar. Allí ella y su hermana, Marjorie, empezaron a dar clases de vuelo en la escuela de aviación de su familia en Texas. El 18 de julio de 1915, Stinson se convirtió en la primera mujer en realizar una maniobra aérea acrobática, en Cicero Field en Chicago, Illinois, y continuó realizando esta hazaña unas 500 veces sin un solo accidente.
También fue una de las primeras mujeres autorizadas para llevar correo aéreo para los Estados Unidos. Durante la Primera Guerra Mundial, Stinson voló un Curtiss JN-4D "Jenny" y un Curtiss Stinson-Especial (una versión de un solo asiento de la aeronave JN construida bajo sus especificaciones) para recaudar fondos a través de tours a nombre de la Cruz Roja de Estados Unidos. Durante sus vuelos de exhibición en Canadá, Stinson marcó récords de distancia y resistencia. Y en 1918, realizó el segundo vuelo con correo aéreo en Canadá, entre Calgary y Edmonton, Alberta.
El 11 de diciembre de 1917, Katherine Stinson voló 606 millas desde San Diego hasta San Francisco, estableciendo un nuevo récord de distancia sin escalas en Estados Unidos. La Escuela Stinson cerró en 1917, y Katherine se convirtió en una conductora de ambulancia para la Cruz Roja en Europa, esto durante la Primera Guerra Mundial, y luego de haber sido rechazada en múltiples ocasiones por la fuerza aérea de su país, al solicitar convertirse en piloto durante la guerra al servicio de Estados Unidos.
Incluso fue rechazada luego de ofrecerse como voluntaria para realizar vuelos de reconocimiento en búsqueda del revolucionario mexicano Pancho Villa, quien en esos años había asediado algunas poblaciones de Estados Unidos, siendo sus alumnos quienes realizaron dichos vuelos.

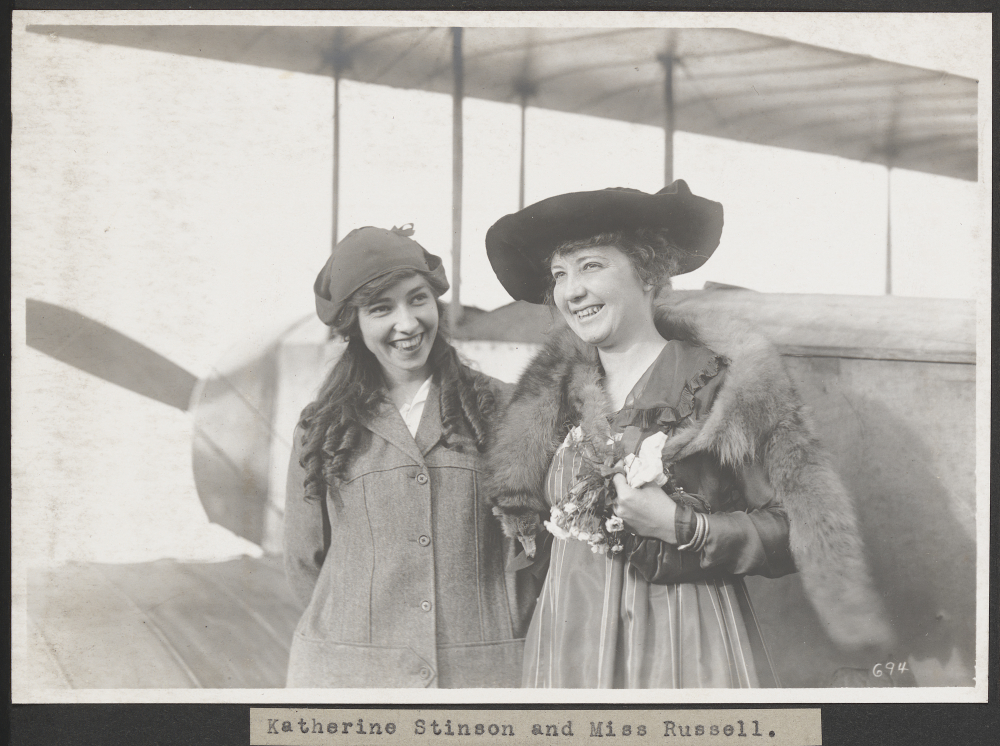
Katherine Stinson y Miss Russell

En 1918, voló sin escalas desde Chicago hasta Binghamton, Nueva York. En Europa durante la Gran Guerra, contrajo la gripe, lo que afectó a sus pulmones y se contagió con tuberculosis. En 1920,  se retiró de la aviación, al tiempo que se recuperó de la tuberculosis. En 1927, se casó con el piloto aviador Miguel Antonio Otero, Jr., hijo del gobernador territorial anterior de Nuevo México. Una vez que dejó de volar, se dedicó a la arquitectura durante muchos años en Santa Fe, Nuevo México, donde aún están algunas de sus construcciones.
Falleció en 1977 a la edad de 86 años.
La biografía de Katherine Stinson es presentada en una serie en CBS TV titulada "The Henry Ford's Innovation Nation" Temporada 3, Episodio 02 (2016), originalmente transmitido el 8 de octubre del 2016, episodio 54 en la serie.

## Legado
Los vuelos de Stinson inspiraron a sus hermanos para fundar la Compañía de Aeronaves Stinson. Todos sus trucos de vuelo en exhibiciones fueron realizados en aeronaves que utilizaban el sistema de controles de los hermanos Wright, que utilizan dos palancas montadas a cada lado para cabecear y girar, y con controles montados arriba para acelerar y frenar.
- Uno de los primeros biplanos Laird que fue rotado por Stinson se encuentra en exhibición en el Museo de Henry Ford.[10]
- Un réplica de su Curtiss Stinson-Especial 1918 está en exhibición en el Museo de Aviación de Alberta en Edmonton.

El segundo aeropuerto general de aviación más antiguo en los Estados Unidos, el Stinson Municipal Airport (KSSF) en San Antonio, Texas, fue nombrado en honor a la familia Stinson. Una escuela secundaria en el noroeste de San Antonio, Texas, la Katherine Stinson Middle School, fue nombrada en su honor.